# Dvojplaneta

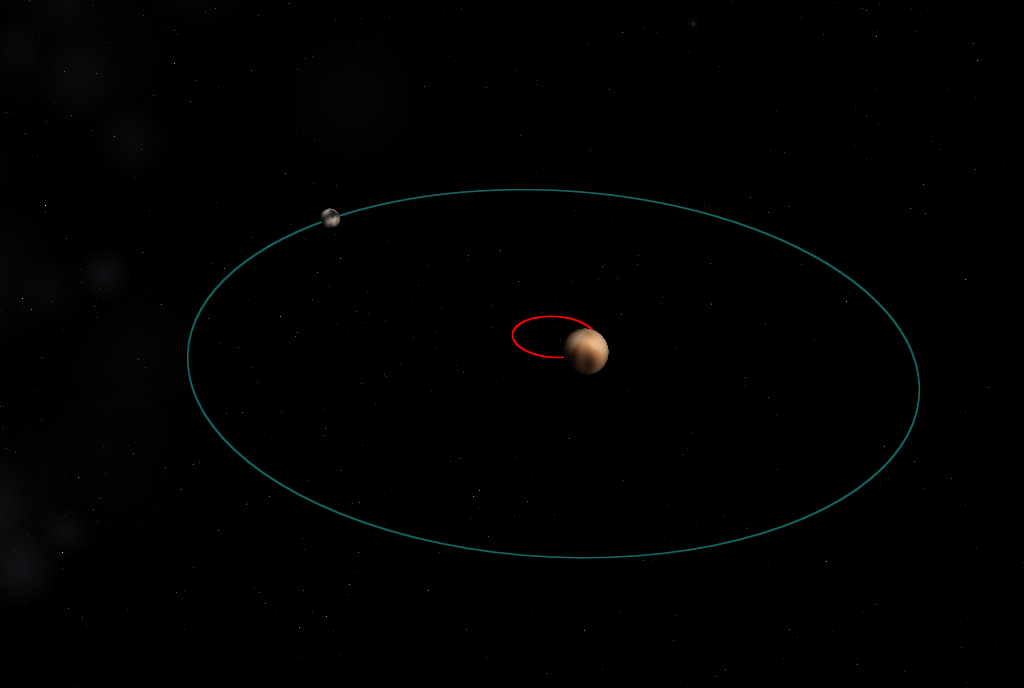
Nejtypičtější příklad dvojplanety: Pluto-Charon

Dvojplaneta je systém dvou na sobě gravitačně závislých planet. Obecně se může jednat o dva objekty, které mají podobnou velikost a obíhají okolo společného těžiště. Jde o spíše neformální označení pro některé planetární systémy (Země-Měsíc, Pluto-Charon).

## Příklady
Víme již o několika dvojných planetárních systémech či binárních (dvojitých) planetkách:
1. trpasličí planeta Pluto a Charon
2. planeta Země a její Měsíc
3. binární planetka 90 Antiope, asteroidy
4. objekty 79360 Sila-Nunam a 1998 WW31, v Kuiperově pásu

Zajímavé je, že barycentrum celé Sluneční soustavy se v závislosti na poloze obřích planet pohybuje uvnitř i mimo Slunce.

## Systém Země-Měsíc
Hmotný střed soustavy Země-Měsíc leží uvnitř Země, asi 1700 km pod zemským povrchem, proto definici dvojplanety nesplňuje. Protože se však Měsíc od Země vzdaluje průměrnou rychlostí 3,8 cm za rok, za přibližně 50 miliónů let by se měla poloha hmotného středu dostat mimo Zemi.
Systém Země-Měsíc definici dvojplanety sice nesplňuje, Evropská kosmická agentura jej však ve svém článku o sondě SMART-1 za dvojplanetu přesto označila.

## Definice

Příklad fiktivní dvojplanety, obíhající kolem svého společného (červeného) hmotného středu

Existují různé definice dvojplanety. Jedna vychází z poměru hmotností těles, který by měl být blízký číslu 1. Definice, která není závislá na vágním výrazu „blízký“, vychází z pojmu hmotného středu (barycentra). Dvojplaneta je:
- soustava dvou těles, která splňují definici alespoň pro trpasličí planetu,
- jejíž hmotný střed se nenachází uvnitř žádného z obou těles.

Definice dvojplanety nicméně není oficiálně formalizovaná, nebyla přijata ani vyhlášena jako standardní pojem. A ačkoli se již o takovém formalizování uvažovalo, upustilo se od něj. A to mj. proto, že dosud není znám žádný exoměsíc, resp. žádný takový objev nebyl potvrzen.